# Zentralamerika- und Karibikspiele 2018/Badminton
Badminton war eine Sportart der in  Barranquilla, Kolumbien, ausgetragenen 23. Zentralamerika- und Karibikspiele. Das Badmintonturnier fand vom 28. Juli bis zum 2. August 2018 im Coliseo Universidad del Norte statt.

## Medaillengewinner
| Disziplin    | Gold | Silber | Bronze |
| ------------ | --- | --- | --- |
| Herreneinzel | Kevin Cordón | Osleni Guerrero | Leodannis Martínez |
| Herreneinzel | Kevin Cordón | Osleni Guerrero | Lino Muñoz |
| Dameneinzel  | Haramara Gaitan | Taymara Oropesa | Diana Corleto Soto |
| Dameneinzel  | Haramara Gaitan | Taymara Oropesa | Sabrina Solis |
| Herrendoppel | Gareth Henry Samuel Ricketts                                                                                           | Osleni Guerrero Leodannis Martínez | César Brito Reymi Cabreras |
| Herrendoppel | Gareth Henry Samuel Ricketts                                                                                           | Osleni Guerrero Leodannis Martínez | Aníbal Marroquín Rodolfo Ramírez |
| Damendoppel  | Taymara Oropesa Yeily Ortiz                                                                                            | Haramara Gaitan Sabrina Solis | Adriana Artiz Ataury Thalía Mengana |
| Damendoppel  | Taymara Oropesa Yeily Ortiz                                                                                            | Haramara Gaitan Sabrina Solis | Mariana Ugalde Cynthia González |
| Mixed        | Osleni Guerrero Adriana Artiz Ataury                                                                                   | Leodannis Martínez Taymara Oropesa | Nelson Javier Nairoby Jiménez |
| Mixed        | Osleni Guerrero Adriana Artiz Ataury                                                                                   | Leodannis Martínez Taymara Oropesa | Andrés López Cynthia González |
| Team         | Mexiko Job Castillo Haramara Gaitan Cynthia González Andrés López Luis Montoya Lino Muñoz Sabrina Solis Mariana Ugalde | Kuba Adriana Artiz Ataury Osleni Guerrero Angel Herrera Rodríguez Leodannis Martínez Thalía Mengana Taymara Oropesa Yeily Ortiz Ernesto Reyes | Guatemala Rubén Castellanos Kevin Cordón Diana Corleto Soto Aníbal Marroquín Alejandra Paiz Mariana Paiz Rodolfo Ramírez Nikte Sotomayor |